# Dyne:bolic
dyne:bolic è una distribuzione Linux in grado di essere avviata ed eseguita senza richiedere l'installazione sul disco rigido, specializzata nei prodotti multimediali e distribuito con un vasto assortimento di applicazioni per la manipolazione audio e video. dyne:bolic è completamente gratuita ed a disposizione secondo le caratteristiche del progetto GNU.

## Live CD
dyne:bolic è stato progettato per essere avviato direttamente dal CD. Infatti non richiede l'installazione sul computer e riconosce automaticamente i dispositivi e le periferiche (per esempio audio, video, TV, ecc.). Il suo kernel è ottimizzato per alte prestazioni e reso adatto per produzioni audio e video.

dyne:bolic non è basato su alcuna tecnologia Live CD esistente. I requisiti di base del sistema sono relativamente bassi: un PC con processore di classe Pentium (i586) e 64 MB di memoria è sufficiente. Alcune versioni di dyne:bolic possono essere usate sulla console ludica Xbox.
dyne:bolic è stata inserita dalla Free Software Foundation, sul sito del progetto GNU, nella lista delle distribuzioni GNU/Linux completamente libere, ovvero distribuzioni GNU/Linux realizzate utilizzando esclusivamente software libero.